# NGC 4571
NGC 4571 es una galaxia espiral que se halla en la constelación de Coma Berenices y que algunos autores pensaron que era el objeto Messier número 91, aunque hoy se sabe que en realidad M91 es la cercana a ella galaxia espiral barrada NGC 4548.
Gracias a estudios realizados en 1994, en los que se han descubierto cefeidas en sus brazos espirales, se sabe que es un miembro del Cúmulo de Virgo y que se halla a una distancia de 49 millones de años luz de la Vía Láctea
Aunque NGC 4571 sea una galaxia de tipo tardío, muestra diversas peculiaridades más propias de galaxias de tipo temprano cómo un índice de color elevado -sobre todo para una galaxia de su tipo-, una baja tasa de formación estelar, una también baja luminosidad en H-Alpha, una escasez de hidrógeno neutro, y una estructura espiral exterior con un brillo superficial anormalmente bajo, lo que apunta a que ha perdido una buena parte de su gas quizás debido al rozamiento con el medio intergaláctico y/o a interacciones pasadas con otras galaxias